# Koen Kostons
Koen Kostons (Genk, 18 september 1999) is een Nederlands-Belgisch voetballer die doorgaans als aanvallende middenvelder of aanvaller speelt.

## Carrière
Kostons groeide op in het Belgische Lanaken, hier zette hij bij het plaatselijke Lanaken VV ook zijn eerste voetbalstappen. Op 14-jarige leeftijd maakte hij de overstap naar de jeugdopleiding van MVV Maastricht, dat net over de Belgische grens ligt. Kostons doorliep de jeugdopleiding van MVV, waar hij in het seizoen 2016/17 al enkele wedstrijden op de bank zat bij het eerste elftal. Hij debuteerde in het seizoen 2017/18 op 19 september 2017, in de met 2-3 verloren bekerwedstrijd tegen AZ. Hij kwam in de 90e minuut in het veld voor Christophe Janssens. Kostons maakte zijn competitiedebuut in de Eerste divisie op 6 oktober 2017, in de met 3–2 verloren uitwedstrijd tegen Almere City FC. Hij kwam in de 88e minuut in het veld voor Shermaine Martina.
Medio 2021 ging hij naar het Zweedse Dalkurd FF dat uitkomt in de Ettan. Hij promoveerde met zijn club naar het op een na hoogste niveau in Zweden. Medio 2022 ging Kostons weg bij Dalkurd FF.      
In juli 2022 ging Kostons terug naar MVV Maastricht, waar hij al in 2016 tot 2021 al speelde. Hij tekende voor twee jaar bij MVV. Met nog een half jaar doorlopend contract maakte hij begin 2024 de overstap naar het Duitse SC Paderborn 07. Het seizoen erop verliep weer moeizaam waarna hij in het tweede deel van het seizoen 2024/25 uitgeleend werd aan het Belgische KV Kortrijk. In 13 wedstrijden scoorde hij niet. In de zomer van 2025 werd zijn contract afgekocht door PEC Zwolle. Hij ondertekende een vierjarig contract.

### Carrièrestatistieken
| Seizoen                         | Club            | Competitie      | Competitie | Competitie | Beker | Beker | Internationaal | Internationaal | Overig | Overig | Totaal | Totaal |
| Seizoen                         | Club            | Competitie      | Wed.       | Dlp.       | Wed.  | Dlp.  | Wed.           | Dlp.           | Wed.   | Dlp.   | Wed.   | Dlp.   |
| ------------------------------- | --------------- | --------------- | ---------- | ---------- | ----- | ----- | -------------- | -------------- | ------ | ------ | ------ | ------ |
| 2016/17                         | MVV Maastricht  | Eerste divisie  | 0          | 0          | 0     | 0     | –              | –              | 0      | 0      | 0      | 0      |
| 2017/18                         | MVV Maastricht  | Eerste divisie  | 13         | 1          | 1     | 0     | –              | –              | 1      | 0      | 15     | 1      |
| 2018/19                         | MVV Maastricht  | Eerste divisie  | 33         | 6          | 0     | 0     | –              | –              | –      | –      | 33     | 6      |
| 2019/20                         | MVV Maastricht  | Eerste divisie  | 21         | 1          | 1     | 0     | –              | –              | –      | –      | 22     | 1      |
| 2020/21                         | MVV Maastricht  | Eerste divisie  | 30         | 4          | 1     | 1     | –              | –              | –      | –      | 31     | 5      |
| 2021                            | Dalkurd FF      | Ettan Norra     | 14         | 11         | –     | –     | –              | –              | 2      | 0      | 16     | 11     |
| 2022                            | Dalkurd FF      | Superettan      | 6          | 1          | –     | –     | –              | –              | –      | –      | 6      | 1      |
| 2022/23                         | MVV Maastricht  | Eerste divisie  | 36         | 9          | 1     | 1     | –              | –              | 0      | 0      | 37     | 10     |
| 2023/24                         | MVV Maastricht  | Eerste divisie  | 20         | 9          | 1     | 0     | –              | –              | –      | –      | 21     | 9      |
| 2023/24                         | SC Paderborn 07 | 2. Bundesliga   | 17         | 4          | –     | –     | –              | –              | –      | –      | 17     | 4      |
| 2024/25                         | SC Paderborn 07 | 2. Bundesliga   | 15         | 3          | 0     | 0     | –              | –              | –      | –      | 15     | 3      |
| 2024/25                         | → KV Kortrijk   | Eerste klasse A | 7          | 0          | –     | –     | –              | –              | 6      | 0      | 13     | 0      |
| 2025/26                         | PEC Zwolle      | Eredivisie      | 1          | 0          | 0     | 0     | –              | –              | 0      | 0      | 1      | 0      |
| Carrière totaal                 | Carrière totaal | Carrière totaal | 27         | 0          | 1     | 0     | 0              | 0              | 0      | 0      | 28     | 0      |
| Bijgewerkt tot 12 augustus 2025 |                 |                 |            |            |       |       |                |                |        |        |        |        |